# Panzerjäger I
Het Duitse pantservoertuig Panzerjäger I is een variant van de Panzerkampfwagen I. Het is de eerste van de vele conversies van een Duits tankchassis in een antitankgeschut tijdens de Tweede Wereldoorlog.

## Achtergrond
De Panzerjäger I is ontworpen als een tankjager (gemechaniseerd antitankgeschut). Het chassis van de Panzerkampfwagen I Ausf. B - Sd.Kfz. 101 werd gebruikt door de geschuttoren te demonteren en de luchtinlaat op het motordek aan te passen. De Panzerkampfwagen I Ausf. B werd vanaf de tweede helft van 1940 uitgefaseerd in de pantsereenheden, maar tal van onderstellen kregen een nieuw leven als tankjager. Als antitankgeschut werd het 4,7 cm PaK(t) 36 L/43,4 uit de Škoda fabrieken in Tsjechië (Skoda 47 mm A-5 P.U.V vz.36 geschut) gebruikt. Oorspronkelijk was het de bedoeling het 5 cm PaK 38 te installeren doch de productie ervan kwam niet tijdig op gang. Er bestaan meldingen dat na 1940 enkele voertuigen omgebouwd werden met het langere 5 cm PaK 38 L/60-geschut maar tot op heden werden geen geschreven documenten of foto's gevonden die dit zouden kunnen bewijzen. Rond het 4,7cm-kanon werd een pantserschild gebouwd voor de drie leden van de geschutbemanning, aan de achterzijde en bovenaan open. Dit maakte het type ongeschikt voor de aanval. Het had ook geen machinegeweer en alleen de persoonlijke wapens van de bemanning konden dienen voor de verdediging tegen vijandelijke infanterie. De chauffeur moest tijdens het vuren staand als schutter fungeren; een snelle reactie in het nabij gevecht was daarmee onmogelijk. Het type werd dan ook ingezet in hinderlagen of voor vuurdekking op lange afstand. In mei 1940 waren de normale Duitse tanks veel slechter bewapend. De Panzerjäger I kon 86 stuks munitie meenemen

## Productie

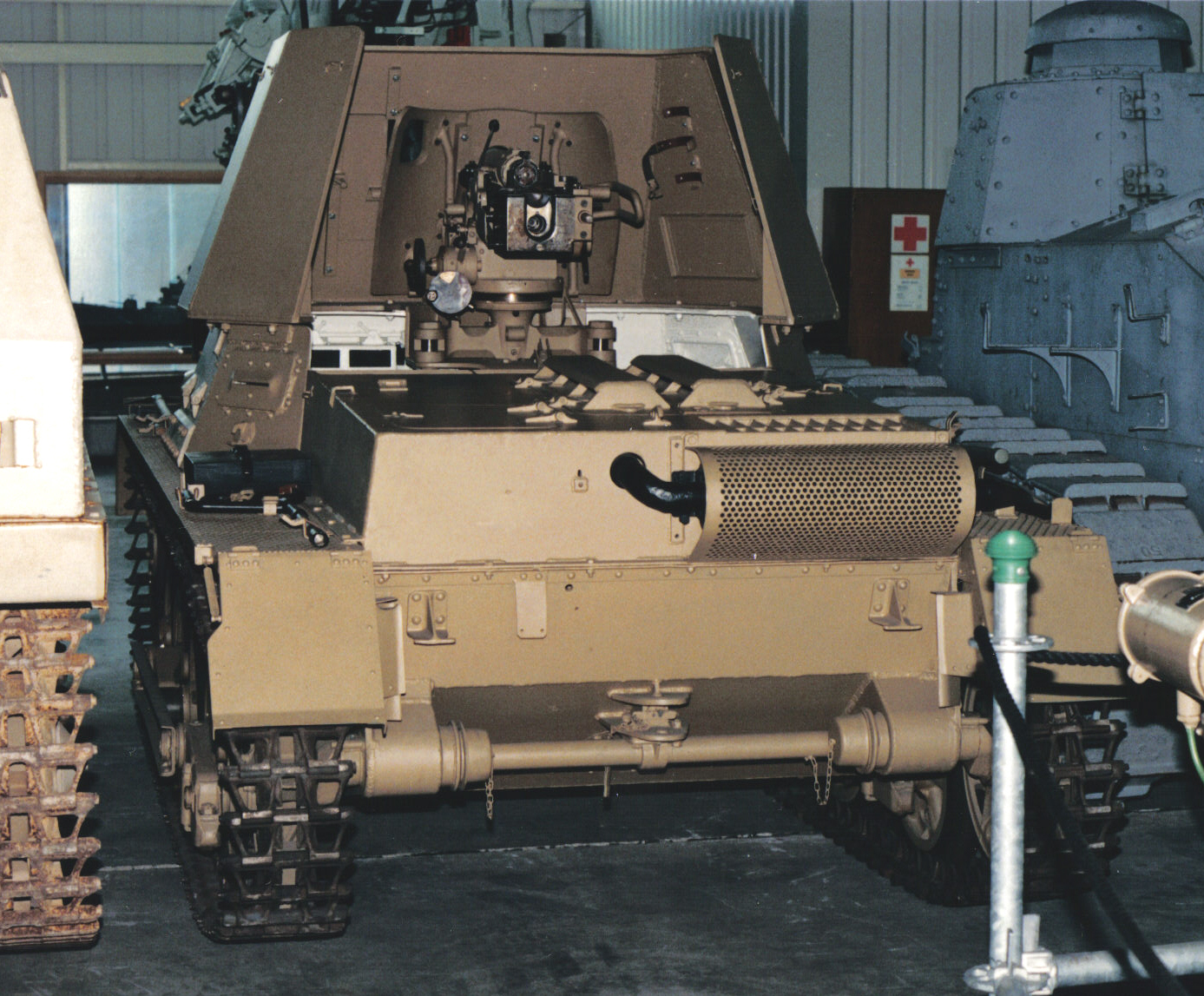
De Panzerjaeger I was van achteren open; de opbouw is in dit geval van Alkett

Vanaf maart 1940 tot februari 1941 werden 202 stuks Panzerkampfwagen I Ausf. B omgebouwd tot Panzerjäger I. Van maart 1940 tot mei 1940 produceerde het bedrijf Alkett in drie reeksen een totaal van 132 stuks: eerste reeks: veertig stuks, tweede reeks: vijftig stuks, derde reeks: 42 stuks. Dit was eigenlijk een haastklusje om de pantsereenheden tijdens de komende Fall Gelb in Frankrijk te beschermen tegen de goed bepantserde Franse tanks. Rond februari 1941 leverde Škoda nog eens zeventig stuks om voldoende voertuigen te verschaffen voor de komende Operatie Barbarossa in de Sovjet-Unie. De twee versies zijn te onderscheiden door het aantal vlakken van de pantseropbouw rond het geschut. Het Skoda scherm had zeven vlakken, dat van Alkett had er vijf. Een klein aantal Panzerjäger I werd voorzien van een 3,7 cm Pak 35/36 L/45 (met het originele PaK(t)-scherm), welke op de plaats kwam te staan van de vroegere Ausf. B-geschuttoren. De tankjagers met 3,7 cm PaK(t) kanon bleken al snel niet doeltreffend vanwege hun te zwakke vuurkracht. Het merendeel van dit type verdween snel van het grote strijdtoneel, al bleven enkele exemplaren in actieve dienst tot 1943.

## Dienstjaren
De Panzerjäger I werd ingelijfd bij vijf Heeres PanzerJägerAbteilungen, die werden toegevoegd aan de elitepantserdivisies. Ze kregen hun vuurdoop in mei 1940 bij Fall Gelb, de inval in Luxemburg, België, Nederland en Frankrijk. De Panzerjäger I deed dienst in het Westen, Noord-Afrika en de Sovjet-Unie met Panzerjäger-Abteilungen (521e, 605e, 616e, 643e en 670e Panzerjäger-Abteilung in Frankrijk, 1940). Tot begin 1942 was dit het krachtigst bewapende Duitse gevechtsvoertuig met vlakbaangeschut. Ze verdwenen van het strijdtoneel aan het Oostfront en Noord-Afrika vanaf einde 1943 waarna ze werden ingezet in de Balkan tegen de partizanen.